# Lista över avsnitt av How I Met Your Mother
Denna artikel är en lista över situationskomedin How I Met Your Mother. Serien sändes mellan 19 september 2005 och 13 oktober 2014. i CBS

## Översikt
| Säsong | Säsong | Avsnitt | Sändningsdatum | DVD-släppsdatum   | DVD-släppsdatum  | DVD-släppsdatum  |
| Säsong | Säsong | Avsnitt | Sändningsdatum | Region 1          | Region 2         | Region 4         |
| ------ | ------ | ------- | -------------- | ----------------- | ---------------- | ---------------- |
|        | 1      | 22      | 2005-2006      | 21 november 2006  | 7 maj 2007       | 25 juni 2007     |
|        | 2      | 22      | 2006-2007      | 2 oktober 2007    | 29 april 2009    | 16 april 2008    |
|        | 3      | 20      | 2007-2008      | 7 oktober 2008    | 29 april 2009    | 11 februari 2009 |
|        | 4      | 24      | 2008-2009      | 29 september 2009 | 18 november 2009 | 26 maj 2010      |
|        | 5      | 24      | 2009-2010      | 21 september 2010 | 8 november 2010  | 1 december 2010  |
|        | 6      | 24      | 2010-2011      | 27 september 2011 | 3 oktober 2011   | 5 oktober 2011   |
|        | 7      | 24      | 2011-2012      | 2 oktober 2012    | 29 oktober 2012  | 6 februari 2013  |
|        | 8      | 24      | 2012-2013      | 1 oktober 2013    | 30 oktober 2013  | 9 november 2013  |
|        | 9      | 24      | 2013-2014      | 23 september 2014 | 13 oktober 2014  | 22 oktober 2014  |

## Avsnitt

### Säsong 1: 2005-2006
| Nr i serien | Nr i säsongen | Titel                               | Regissör      | Manus                      | Sändningsdatum    | Prod. kod | Tittarsiffror (miljoner) |
| --- | ------------- | ----------------------------------- | ------------- | -------------------------- | ----------------- | --------- | ------------------------ |
| 1 | 1             | "Pilot"                             | Pamela Fryman | Carter Bays & Craig Thomas | 19 september 2005 | 1ALH79    | 10.94                    |
| Ted träffar Robin. Marshall och Lily förlovar sig. Ted berättar för Robin på deras första dejt att han älskar henne och det går inte som han planerat. |               |                                     |               |                            |                   |           |                          |
| 2 | 2             | "Purple Giraffe"                    | Pamela Fryman | Carter Bays & Craig Thomas | 26 september 2005 | 1ALH01    | 10.40                    |
| Ted fixar tre fester för att han "vardagligt" ska få träffa Robin. Alla påverkas av detta då till exempel Barney vill bli av med en tjej han träffade på den första festen. |               |                                     |               |                            |                   |           |                          |
| 3 | 3             | "Sweet Taste of Liberty"            | Pamela Fryman | Phil Lord & Chris Miller   | 3 oktober 2005    | 1ALH02    | 10.44                    |
| Barney lär Ted hur man raggar tjejer på flygplatsen och båda råkar hamna på ett plan till Philadelphia. De blir häktade och det slutar med att Barney vill göra någonting legendariskt. |               |                                     |               |                            |                   |           |                          |
| 4 | 4             | "Return of the Shirt"               | Pamela Fryman | Kourtney Kang              | 10 oktober 2005   | 1ALH03    | 9.84                     |
| Ted upptäcker att han gillar en av sina gamla tröjor som han inte tidigare tyckt om. Detta får honom att bli tillsammans med ett av sina ex. Barney får Robin att säga och göra sjuka saker på TV. |               |                                     |               |                            |                   |           |                          |
| 5 | 5             | "Okay Awesome"                      | Pamela Fryman | Chris Harris               | 17 oktober 2005   | 1ALH04    | 10.14                    |
| Robin är VIP på klubben "Okay", så hon bjuder med Ted och Barney. Lily och Marshall försöker bli vuxna genom att ha en vinprovning hemma. |               |                                     |               |                            |                   |           |                          |
| 6 | 6             | "Slutty Pumpkin"                    | Pamela Fryman | Brenda Hsueh               | 24 oktober 2005   | 1ALH05    | 10.89                    |
| Ted väntar på den så kallade "slampiga pumpan" på en Halloweenfest. Han träffade henne där för fyra år sedan. |               |                                     |               |                            |                   |           |                          |
| 7 | 7             | "Matchmaker"                        | Pamela Fryman | Chris Marcil & Sam Johnson | 7 november 2005   | 1ALH07    | 10.55                    |
| Ted går till en "matchmaker" som garanterar att hennes dator alltid hittar en persons själsfrände på högst tre dagar. Datorn hittar ingenting åt Ted förutom en som redan är upptagen. Lily och Marshall upptäcker djuret "cockamouse", som är en kombination av en kackerlacka och en mus.                                           |               |                                     |               |                            |                   |           |                          |
| 8 | 8             | "The Duel"                          | Pamela Fryman | Gloria Calderon Kellett    | 14 november 2005  | 1ALH06    | 10.35                    |
| Lily flyttar in hos Ted och Marshall när hon upptäcker att hennes lägenhet har blivit uppköpt av en kinesisk restaurang. Ted blir rädd för att han kommer förlora lägenheten i framtiden. Marshall och Ted hamnar i en svärdduell och Lily blir huggen i bröstet. Barney börjar använda "lemon law" på kvinnor istället för på bilar. |               |                                     |               |                            |                   |           |                          |
| 9 | 9             | "Belly Full of Turkey"              | Pamela Fryman | Phil Lord & Chris Miller   | 21 november 2005  | 1ALH09    | 10.29                    |
| Det är Thanksgiving. Lily åker för att träffa Marshalls familj och är rädd för att hon är gravid. Robin och Ted vill göra någonting bra för de fattiga och beger sig till ett soppkök. |               |                                     |               |                            |                   |           |                          |
| 10 | 10            | "The Pineapple Incident"            | Pamela Fryman | Carter Bays & Craig Thomas | 28 november 2005  | 1ALH08    | 12.27                    |
| Barney, Marshall och Lily får Ted att dricka för mycket. Morgonen efter vaknar han upp utan minne. Han blir tvungen att få kvällen berättad för sig för att få reda på vem det är som ligger i hans säng och varför det står en ananas på nattduksbordet.                                                                             |               |                                     |               |                            |                   |           |                          |
| 11 | 11            | "The Limo"                          | Pamela Fryman | Sam Johnson & Chris Marcil | 19 december 2005  | 1ALH10    | 10.36                    |
| Ted har hyrt en limousin som gänget ska åka till fem olika fester med under nyårsaftonen. |               |                                     |               |                            |                   |           |                          |
| 12 | 12            | "The Wedding"                       | Pamela Fryman | Kourtney Kang              | 9 januari 2006    | 1ALH11    | 11.49                    |
| Ted förstör nästan en kompis bröllop genom att försöka få med Robin som sitt sällskap. |               |                                     |               |                            |                   |           |                          |
| 13 | 13            | "Drumroll, please"                  | Pamela Fryman | Gloria Calderon Kellett    | 23 januari 2006   | 1ALH12    | 10.82                    |
| Ted träffar Victoria på bröllopet. Efter det vill han träffa henne igen, men han kan inte hitta henne. Robin inser att hon gillar Ted. |               |                                     |               |                            |                   |           |                          |
| 14 | 14            | "Zip, zip, zip"                     | Pamela Fryman | Brenda Hsueh               | 6 februari 2006   | 1ALH13    | 10.94                    |
| Ted och Victoria har dejtat i en månad. Marshall och Lily ska på "bed and breakfast" för att fira att de varit tillsammans i nio år. Barney och Robin blir bros. |               |                                     |               |                            |                   |           |                          |
| 15 | 15            | "Game Night"                        | Pamela Fryman | Chris Harris               | 27 februari 2006  | 1ALH14    | 9.82                     |
| Efter att ha vunnit ett flertal spelkvällar i rad uppfinner Marshall spelet "marshgammon". Spelkvällen hamnar dock på ett sidospår då ett videoband på en ung Barney, som hippie, dyker upp. |               |                                     |               |                            |                   |           |                          |
| 16 | 16            | "Cupcake"                           | Pamela Fryman | Maria Ferrari              | 6 mars 2006       | 1ALH15    | 10.15                    |
| Victoria flyttar till Tyskland och Ted är osäker på om han klarar ett distansförhållande. |               |                                     |               |                            |                   |           |                          |
| 17 | 17            | "Life Among the Gorillas"           | Pamela Fryman | Carter Bays & Craig Thomas | 20 mars 2006      | 1ALH16    | 9.80                     |
| Marshall får jobb på Barneys företag och försöker platsa in genom att bli mer "grabbig". |               |                                     |               |                            |                   |           |                          |
| 18 | 18            | "Nothing Good Happens After 2 A.M." | Pamela Fryman | Carter Bays & Craig Thomas | 10 april 2006     | 1ALH17    | 7.65                     |
| Ted åker hem till Robin, sent samma kväll som han väntar samtal från Victoria. |               |                                     |               |                            |                   |           |                          |
| 19 | 19            | "Mary the Paralegal"                | Pamela Fryman | Chris Harris               | 24 april 2006     | 1ALH18    | 7.60                     |
| För att Ted inte ska vara svartsjuk på Robin fixar Barney en dejt till honom för en bankett. Det visar sig att dejten har ett speciellt yrke. |               |                                     |               |                            |                   |           |                          |
| 20 | 20            | "Best Prom Ever"                    | Pamela Fryman | Ira Ungerleider            | 1 maj 2006        | 1ALH19    | 7.24                     |
| Lily och Robin går på en studentbal för att lyssna på ett band som Marshall valt ut till deras bröllop. |               |                                     |               |                            |                   |           |                          |
| 21 | 21            | "Milk"                              | Pamela Fryman | Carter Bays & Craig Thomas | 8 maj 2006        | 1ALH20    | 8.07                     |
| Matchmaking-datorn från avsnitt sju fixar till slut en drömtjej till Ted, men han inser att Robin är den enda för honom. Lily har hemlighetsfullt en intervju för en konstskola i San Francisco. Barney bråkar med en kille på andra sidan gatan.                                                                                     |               |                                     |               |                            |                   |           |                          |
| 22 | 22            | "Come on"                           | Pamela Fryman | Carter Bays & Craig Thomas | 15 maj 2006       | 1ALH21    | 8.64                     |
| Ted försöker regndansa i hopp om att det ska börja regna så att Robin inte kan åka iväg på en campingtripp med kollegan Sandy Rivers. Lily har bestämt sig för att flytta till San Francisco. |               |                                     |               |                            |                   |           |                          |

### Säsong 2: 2006-2007
| Nr | Titel                       | Sändningsdatum    | Kod    |
| --- | --------------------------- | ----------------- | ------ |
| 23 (1) | "Where Were We?"            | 18 september 2006 | 2ALH01 |
| Gänget försöker få Marshall att sluta tänka på Lily. |                             |                   |        |
| 24 (2) | "The Scorpion and the Toad" | 25 september 2006 | 2ALH02 |
| Lily är tillbaka från San Francisco. Hon berättar att det varit underbart, men det visar sig vara annorlunda. |                             |                   |        |
| 25 (3) | "Brunch"                    | 2 oktober 2006    | 2ALH03 |
| Det här avsnittet delar upp sig i tre olika historier, som alla i slutet går samman. Teds föräldrar är på besök och Ted får reda på att de varit skilda under en lång tid men varit för konflikträdda för att säga något.                                                       |                             |                   |        |
| 26 (4) | "Ted Mosby: Architect"      | 9 oktober 2006    | 2ALH04 |
| Ted och Robin bråkar för första gången. Lily och Robin jagar Ted och Marshall på deras kväll ute. |                             |                   |        |
| 27 (5) | "World's Greatest Couple"   | 16 oktober 2006   | 2ALH06 |
| Lily vaknar upp i Barneys säng. Marshall börjar hänga med "Brad", vilket Ted och Robin retar honom för. |                             |                   |        |
| 28 (6) | "Aldrin Justice"            | 23 oktober 2006   | 2ALH05 |
| Barney försöker tillfredsställa en av Marshalls lärare så att Marshall kan få ett högre betyg. Lily börjar jobba på samma jobb som Ted. |                             |                   |        |
| 29 (7) | "Swarley"                   | 6 november 2006   | 2ALH07 |
| Marshall går på sin första riktiga dejt efter Lily. Barney blir kallad för Swarley, vilket han inte uppskattar. |                             |                   |        |
| 30 (8) | "Atlantic City"             | 13 november 2006  | 2ALH08 |
| Lily och Marshall bestämmer sig för att gifta sig i Atlantic City, vilket visar sig vara svårare än vad de trott. |                             |                   |        |
| 31 (9) | "Slap Bet"                  | 20 november 2006  | 2ALH09 |
| Det visar sig att Robin har någonting emot gallerior. Marshall tror att det är för att hon är gift, medan Barney tror att hon gjort porr. |                             |                   |        |
| 32 (10) | "Single Stamina"            | 27 november 2006  | 2ALH10 |
| Barney bjuder in sin homosexuella, svarta brorsa James för att liva upp gängets liv eftersom resten blivit slöa. James är en kopia av Barney förutom att han är homosexuell. Fast det visar sig snart att James ska gifta sig med sin pojkvän Tom, vilket gör Barney förbannad. |                             |                   |        |
| 33 (11) | "How Lily Stole Christmas"  | 11 december 2006  | 2ALH11 |
| Ted och Lily börjar bråka. Barney blir sjuk. |                             |                   |        |
| 34 (12) | "First Time in New York"    | 8 januari 2007    | 2ALH12 |
| Robin försöker få sin yngre syster att avhålla sig från sex, vilket får gruppen att tänka tillbaka på sina egna "första gånger". |                             |                   |        |
| 35 (13) | "Columns"                   | 22 januari 2007   | 2ALH13 |
| Ted blir tvungen att avskeda sin före detta chef. Det visar sig vara svårare än vad han trott. Barney erbjuder Lily massa pengar för att bli avmålad naken. |                             |                   |        |
| 36 (14) | "Monday Night Football"     | 5 februari 2007   | 2ALH14 |
| Gänget planerade att titta på Super Bowl när de blev inbjudna till en begravning. De bestämmer sig för att spela in matchen och se den dagen efter. |                             |                   |        |
| 37 (15) | "Lucky Penny"               | 12 februari 2007  | 2ALH15 |
| Ted håller på att missa ett plan till en intervju för sitt drömjobb. Tillsammans med Robin försöker de komma på vems fel det var. |                             |                   |        |
| 38 (16) | "Stuff"                     | 19 februari 2007  | 2ALH16 |
| Lily är med i en riktigt dålig pjäs som Barney kritiserar rejält. Ted och Robin bråkar över föremål från sina tidigare förhållanden. |                             |                   |        |
| 39 (17) | "Arrivederci, Fiero"        | 26 februari 2007  | 2ALH17 |
| Marshalls bil är på reparation och han tänker tillbaka på alla äventyr han haft med bilen. |                             |                   |        |
| 40 (18) | "Moving Day"                | 19 mars 2007      | 2ALH18 |
| När Ted planerar att flytta in med Robin stjäl Barney hans flyttbil. |                             |                   |        |
| 41 (19) | "Bachelor Party"            | 9 april 2007      | 2ALH19 |
| Barney förstör Marshalls svensexa. Lily avslöjar en chockerande hemlighet om Barney som får Marshall att tänka över vem som borde vara hans "best man". |                             |                   |        |
| 42 (20) | "Showdown"                  | 30 april 2007     | 2ALH20 |
| Barney är extatisk över sitt framträdande i tv-programmet The Price Is Right, eftersom han vill träffa Bob Barker. |                             |                   |        |
| 43 (21) | "Something Borrowed"        | 7 maj 2007        | 2ALH21 |
| Lily och Marshalls bröllopsdag går långsamt åt helvete, men Barney finner en lösning. |                             |                   |        |
| 44 (22) | "Something Blue"            | 14 maj 2007       | 2ALH22 |
| Barney får reda på att Ted och Robin har en hemlighet och han börjar spekulera om vad det kan vara. |                             |                   |        |

### Säsong 3: 2007-2008
| Nr | Titel                     | Sändningsdatum    | Kod    |
| --- | ------------------------- | ----------------- | ------ |
| 45 (1) | "Wait for It"             | 24 september 2007 | 3ALH01 |
| När Robin visar upp en ny pojkvän bestämmer sig Ted för att ge sig ut på stan med Barney. Enrique Iglesias gästskådespelar som Gael, Robins nya kärlek.                                                                                   |                           |                   |        |
| 46 (2) | "We're Not From Here"     | 1 oktober 2007    | 3ALH02 |
| Barney och Ted försöker stöta på tjejer genom att låtsas att de inte är från New York. |                           |                   |        |
| 47 (3) | "Third Wheel"             | 8 oktober 2007    | 3ALH04 |
| Ted träffar Trudy (tjejen från The Pineapple Incident) igen. Medan han är på en dejt med henne stöter de på hennes gamla "universitets-syster", som verkar väldigt intresserad av Ted.                                                    |                           |                   |        |
| 48 (4) | "Little Boys"             | 15 oktober 2007   | 3ALH03 |
| Robin (som ogillar barn egentligen) blir vän med sin pojkväns son. Hon försöker komma på ett sätt att göra slut med pappan utan att göra sonen ledsen.                                                                                    |                           |                   |        |
| 49 (5) | "How I Met Everyone Else" | 22 oktober 2007   | 3ALH05 |
| Gänget berättar om hur de träffade varandra. Ted har en ny tjej som han inte minns namnet på. |                           |                   |        |
| 50 (6) | "I'm Not That Guy"        | 29 oktober 2007   | 3ALH06 |
| Marshall blir tvungen att börja arbeta vid en juristfirma som han inte egentligen tycker om. |                           |                   |        |
| 51 (7) | "Dowisetrepla"            | 5 november 2007   | 3ALH07 |
| När Lily och Marshall bestämmer sig för att köpa en egen lägenhet upptäcker de att Lily har väldigt mycket skulder. |                           |                   |        |
| 52 (8) | "Spoiler Alert"           | 12 november 2007  | 3ALH08 |
| Ted tror sig hittat den perfekta flickvännen, men resten av gänget upptäcker ett problem med henne. |                           |                   |        |
| 53 (9) | "Slapsgiving"             | 19 november 2007  | 3ALH09 |
| Lily och Marshall har sin första egna Thanksgiving som ett gift par. |                           |                   |        |
| 54 (10) | "The Yips"                | 26 november 2007  | 3ALH10 |
| Gänget bestämmer sig för att gå med i ett gym. Barney får reda på att hans "första gång" inte var så bra som han trodde. |                           |                   |        |
| 55 (11) | "The Platinum Rule"       | 10 december 2007  | 3ALH11 |
| Barney berättar om "The Platinum Rule" för Ted när Ted är sugen på att börja dejta sin doktor. |                           |                   |        |
| 56 (12) | "No Tomorrow"             | 17 mars 2008      | 3ALH12 |
| Ted och Barney går ut för att fira St. Patrick's Day och får för sig att det gått fel någonstans i universum. |                           |                   |        |
| 57 (13) | "Ten Sessions"            | 24 mars 2008      | 3ALH14 |
| Ted går till en dermatolog (spelad av Sarah Chalke) för att få sin fjärilstatuering borttagen. Medan Ted faller för dermatologen faller hennes receptionist (spelad av Britney Spears) för honom. Ted tar doktorn på en tvåminuters dejt. |                           |                   |        |
| 58 (14) | "The Bracket"             | 31 mars 2008      | 3ALH13 |
| Barneys kärleksliv blir saboterat av en mystisk kvinna. Han gör det till en tävling att ta reda på vem det är. |                           |                   |        |
| 59 (15) | "The Chain of Screaming"  | 14 april 2008     | 3ALH15 |
| Marshall blir utskälld av sin chef och vet inte vad han ska göra. Gänget försöker hjälpa till. |                           |                   |        |
| 60 (16) | "Sandcastles In The Sand" | 21 april 2008     | 3ALH16 |
| Robins gamla pojkvän Simon (spelad av James Van Der Beek) kommer till stan. Han berättar att det finns en till musikvideo med Robin Sparkles och Barney känner att han måste få reda på var den är.                                       |                           |                   |        |
| 61 (17) | "The Goat"                | 28 april 2008     | 3ALH17 |
| Ted fyller 30 år. Barney bryter "the bro code" genom att ha sex med Robin, vilket får Ted att hata honom. |                           |                   |        |
| 62 (18) | "Rebound Bro"             | 5 maj 2008        | 3ALH18 |
| Ted berättar för gänget att Stella inte varit intim med någon på fem år. Stella tappar förtroendet för honom. Barney försöker hitta en ny "wing man".                                                                                     |                           |                   |        |
| 63 (19) | "Everything Must Go"      | 12 maj 2008       | 3ALH19 |
| Lily blir tvungen att sälja sina tavlor för att hon och Marshall ska kunna ha råd med att renovera sitt golv. Barney och Abby (spelad av Britney Spears) försöker visa för Ted hur löjligt det är med en relation.                        |                           |                   |        |
| 64 (20) | "Miracles"                | 19 maj 2008       | 3ALH20 |
| Ted är med om en bilkrock och hamnar på sjukhus. |                           |                   |        |

### Säsong 4: 2008-2009
| Nr | Titel                                                   | Sändningsdatum    | Kod    |
| --- | ------------------------------------------------------- | ----------------- | ------ |
| 65 (1) | "Do I Know You?"                                        | 22 september 2008 | 4ALH01 |
| Stella svarar ja på Teds fråga och Barney inser att han är kär i Robin. |                                                         |                   |        |
| 66 (2) | "The Best Burger in New York"                           | 29 september 2008 | 4ALH02 |
| Marshall försöker hitta stället där han åt den godaste hamburgaren i sitt liv. Gästskådespelare: Regis Philbin. |                                                         |                   |        |
| 67 (3) | "I Heart NJ"                                            | 6 oktober 2008    | 4ALH04 |
| Stella bjuder in gänget till sin lägenhet i New Jersey. Ted försöker övertyga gänget om fördelarna när man bor i förorten tills han upptäcker att Stella vill att han ska flytta dit. |                                                         |                   |        |
| 68 (4) | "Intervention"                                          | 13 oktober 2008   | 4ALH03 |
| Marshall konfronterar Ted om det inte är lite väl tidigt att gifta sig med Stella. |                                                         |                   |        |
| 69 (5) | "Shelter Island"                                        | 20 oktober 2008   | 4ALH05 |
| Stellas syster Nora (Danneel Harris) hälsar på. Ted bjuder in Robin och Tony till sitt och Stellas bröllop. |                                                         |                   |        |
| 70 (6) | "Happily Ever After"                                    | 3 november 2008   | 4ALH06 |
| Ted gör allt för att inte springa på Stella. |                                                         |                   |        |
| 71 (7) | "Not a Father's Day"                                    | 10 november 2008  | 4ALH07 |
| Marshall och Lily funderar på att skaffa ett barn. |                                                         |                   |        |
| 72 (8) | "Woooo!"                                                | 17 november 2008  | 4ALH09 |
| Lily upptäcker att hennes vän Jillian är en "Woooo!"-tjej och Ted designar en byggnad åt banken Barney och Marshall jobbar åt. |                                                         |                   |        |
| 73 (9) | "The Naked Man"                                         | 24 november 2008  | 4ALH08 |
| Ted och Barney testar "the naked man". |                                                         |                   |        |
| 74 (10) | "The Fight"                                             | 8 december 2008   | 4ALH10 |
| Ted och Barney hamnar i slagsmål. |                                                         |                   |        |
| 75 (11) | "Little Minnesota"                                      | 15 december 2008  | 4ALH12 |
| Ted försöker hindra sin syster ifrån att träffa Barney. Samtidigt tar Marshall med Robin till en bar med Minnesota-tema. |                                                         |                   |        |
| 76 (12) | "Benefits"                                              | 12 januari 2009   | 4ALH11 |
| Ted och Robin börjar ha sex för att slippa bråka nu när de bor ihop, vilket gör Barney mycket upprörd. |                                                         |                   |        |
| 77 (13) | "Three Days of Snow"                                    | 19 januari 2009   | 4ALH13 |
| En snöstorm kommer till staden. Marshall och Lily försöker hålla sin flygplatstradition vid liv medan Ted och Barney blir frivilliga bartendrar på MacLaren's. |                                                         |                   |        |
| 78 (14) | "The Possimpible"                                       | 2 februari 2009   | 4ALH14 |
| Robin får sju dagar på sig att hitta ett jobb annars blir hon utvisad tillbaka till Kanada. Efter flera misslyckade intervjuer gör Barney en videoresumé till henne och kommer oväntat tillbaka till gänget med ett jobb till Robin som en talkshow-värd på Channel 12. |                                                         |                   |        |
| 79 (15) | "The Stinsons"                                          | 2 mars 2009       | 4ALH15 |
| Barney lämnar MacLaren's, de andra följer efter honom efter misstänksamheter om ett förhållande. De kommer till ett hus i Brooklyn där de träffar på Barneys fru och barn som de aldrig hört talas om. Barney förklarar att frun och barnet bara är skådespelare som han betalar för att göra hans mamma glad. Barney tvingas erkänna för sin mamma. Marshall blir upprörd när Lily medger att hon hatar hans mamma. |                                                         |                   |        |
| 80 (16) | "Sorry, Bro"                                            | 9 mars 2009       | 4ALH16 |
| Teds flickvän från college kommer till New York och Lily och Marshall förklarar varför de ogillar henne så mycket. |                                                         |                   |        |
| 81 (17) | "The Front Porch"                                       | 13 mars 2009      | 4ALH17 |
| Gänget ska titta på Robins morgonshow när Ted upptäcker att Lily saboterat hans senaste förhållanden. |                                                         |                   |        |
| 82 (18) | "Old King Clancy (a.k.a. The Employee Transition Room)" | 23 mars 2009      | 088A85 |
| När Goliath National Bank avbryter planerna på att bygga sitt nya huvudkontor som Ted anlitades för att utforma kokar Barney och Marshall ihop en utstuderad lögn för att undvika att Ted får veta att han är arbetslös. Samtidigt har Robin en saftig historia om en kanadensisk kändis. |                                                         |                   |        |
| 83 (19) | "Murtaugh"                                              | 30 mars 2009      | 4ALH18 |
| Ted har gjort en lista över alla saker han är för gammal för, kallad "Murtaugh's List". Barney slår vad med Ted att han kan göra alla saker på listan under ett veckoslut. "I'm to old for this stuff". |                                                         |                   |        |
| 84 (20) | "Mosbius Designs"                                       | 13 april 2009     | 4ALH20 |
| Ted startar sin egen arkitektbyrå och anställer en assistent. |                                                         |                   |        |
| 85 (21) | "The Three Days Rule"                                   | 27 april 2009     | 4ALH21 |
| När Ted bryter Barney och Marshalls "tredagarsregel" genom att ha en sms-relation med en flicka han just träffat spelar de ett grymt skämt med honom genom att låtsas vara hon. |                                                         |                   |        |
| 86 (22) | "Right Place Right Time"                                | 4 maj 2009        | 4ALH22 |
| Barney planerar att fira sin 200:e kvinnliga erövring med stil, men det slutar med en mindre önskvärd partner. Marshall är besatt av tabeller och diagram. En rad av till synes meningslösa händelser gör att Ted stöter ihop med en före detta flickvän - Stella... |                                                         |                   |        |
| 87 (23) | "As Fast As She Can"                                    | 11 maj 2009       | 4ALH23 |
| ...och hennes pojkvän Tony. Tony insisterar på att hjälpa Teds att hitta ett jobb. Barney försöker smita undan en fortkörningsbot i hopp om att få en bra historia. Lily återvänder efter att ha varit borta i flera avsnitt. |                                                         |                   |        |
| 88 (24) | "The Leap"                                              | 18 maj 2009       | 4ALH24 |
| Ted drar en all-nighter och försöker få igång sin nystartade arkitektbyrå. Marshall försöker att locka honom till taket på en överraskningsfest, eftersom Ted fyller 31. Barney bekänner sin kärlek för Robin och historien om geten fortsätter. |                                                         |                   |        |

### Säsong 5: 2009-2010
| Nr | Titel                                | Sändningsdatum    | Kod    |
| --- | ------------------------------------ | ----------------- | ------ |
| 89 (1) | "Definitions"                        | 21 september 2009 | 5ALH01 |
| Ted är nervös för att hålla sin första lektion, senare upptäcker han att eleverna är från en annan kurs. Robin och Barney motstår Marshalls och Lilys påtryckningar om att diskutera deras relations tillstånd. |                                      |                   |        |
| 90 (2) | "Double Date"                        | 28 september 2009 | 5ALH02 |
| Ted går ut med en kvinna han träffade på en blind-date som gick snett sju år tidigare. De beslutar sig för att omvärdera vad som hände förra gången så att deras andra dejt ska bli bra. Resten av gänget går på strippklubb och ser en dansare som ser ut som Lily. |                                      |                   |        |
| 91 (3) | "Robin 101"                          | 5 oktober 2009    | 5ALH03 |
| Robin öppnar Barneys väska och hittar häften där det står saker om henne. Marshall avslöjar att Ted håller föreläsningar om hur man ska dejta Robin för Barney. |                                      |                   |        |
| 92 (4) | "The Sexless Innkeeper"              | 12 oktober 2009   | 5ALH04 |
| Marshall och Lily försöker hitta ett par att dubbeldejta med. De bjuder in Robin och Barney som tycker det är jättetråkigt och vill gå därifrån. När Lily och Marshall hittar ett annat par att ha dubbeldejter med blir Robin och Barney avundsjuka. |                                      |                   |        |
| 93 (5) | "Duel Citizenship"                   | 19 oktober 2009   | 5ALH05 |
| Ted, Marshall och Lily åker på "road trip" och köper pizza. Robin undrar vilken nationalitet hon har eftersom hon inte känner sig hemma i Amerika. Efter en resa till Kanada upptäcker hon att hon inte känner sig hemma där heller. |                                      |                   |        |
| 94 (6) | "Bagpipes"                           | 2 november 2009   | 5ALH06 |
| Marshall och Lily kommer på sig själva med att meditera och Robin och Barney har sitt första gräl. |                                      |                   |        |
| 95 (7) | "The Rough Patch"                    | 9 november 2009   | 5ALH07 |
| På grund av en stor kris i Barneys och Robins förhållande får Lily en idé om hur hon kan få dem att göra slut. Till sin hjälp tar hon in bland annat Alan Thicke. |                                      |                   |        |
| 96 (8) | "The Playbook"                       | 16 november 2009  | 5ALH08 |
| Efter att Barney och Robin gått skilda vägar uppfinner Barney "The Playbook", en bok full av knep som ska hjälpa honom att stöta på kvinnor i sin återförening med singellivet. |                                      |                   |        |
| 97 (9) | "Slapsgiving 2: Revenge of the Slap" | 23 november 2009  | 5ALH09 |
| Gänget firar thanksgiving hemma hos Marshall & Lily för första gången, Lilys pappa dyker upp oväntat och Barney kämpar för att slippa få en s.k "Slap" eller örfil. |                                      |                   |        |
| 98 (10) | "The Window"                         | 7 december 2009   | 5ALH11 |
| Ted har under hela sitt liv drömt om tjejen han växte upp som granne med. Han får reda på att tjejen äntligen gjort slut med sin kille och att han kanske har en chans nu. |                                      |                   |        |
| 99 (11) | "Last Cigarette Ever"                | 14 december 2009  | 5ALH10 |
| Hela gänget har problem med rökning, detta är historien om hur och när de alla slutar. |                                      |                   |        |
| 100 (12) | "Girls Vs. Suits"                    | 11 januari 2010   | 5ALH12 |
| En snygg kvinnlig bartender börjar servera drinkar på McLaren's och Barney ser inget annat än att han måste få den här tjejen i sin säng. Då tvingas han välja mellan kostymer och tjejen. |                                      |                   |        |
| 101 (13) | "Jenkins"                            | 18 januari 2010   | 5ALH13 |
| Marshall berättar historier om sin nya medarbetare "Jenkins". Det kommer dock som en överraskning för gänget och inte minst Lily att "Jenkins" är en kvinna. |                                      |                   |        |
| 102 (14) | "Perfect Week"                       | 1 februari 2010   | 5ALH14 |
| Barney intervjuas i sin fantasi av sportkommentatorn Jim Nance då han väntar på ett möte som handlar om hans framtid på firman där han jobbar. Intervjun handlar om Barney "perfect week" som är att få ligga med en tjej varje kväll i en hel vecka. |                                      |                   |        |
| 103 (15) | "Rabbit or Duck"                     | 8 februari 2010   | 5ALH15 |
| Gänget är oense om vilket av "The Rabbit" och "The duck" som är negativt och vilket som är positivt. Robin börjar falla lite för sin nye medarbetare "Don". |                                      |                   |        |
| 104 (16) | "Hooked"                             | 1 mars 2010       | 5ALH16 |
| Avsnittet handlar om hur alla i gänget har någon "On The Hook" alltså hur de har en "reservpartner" på kroken, bara utifall. |                                      |                   |        |
| 105 (17) | "Of Course"                          | 8 mars 2010       | 5ALH18 |
| Robin intervjuar Anita, författaren till en datingbok, och ser till att hon förför Barney för att hämnas för hans okänslighet. |                                      |                   |        |
| 106 (18) | "Say Cheese"                         | 22 mars 2010      | 5AHL17 |
| Det är Lilys födelsedag som hon och Marshall gör en stor affär av varje år. Hon räknar med att det bara skall vara de fem på kvällens födelsedagsmiddag. |                                      |                   |        |
| 107 (19) | "Zoo or False"                       | 12 april 2010     | 5AHL22 |
| Marshall blir av med sin plånbok och berättar att han blev rånad, Lilly blir orolig över sin man och vill köpa ett vapen men Marshall gillar inte den idén och säger att han istället blev rånad av en apa på zoo. Gänget tycker att det var roligt och Robin insisterar på att hon ska få göra en intervju med honom på sitt nyhetsprogram, men Marshall backar ur i sista sekunden och man får aldrig reda på hur han förlorade sin plånbok egentligen. |                                      |                   |        |
| 108 (20) | "Home Wreckers"                      | 19 april 2010     | 5AHL20 |
| Teds mamma gifter sig med sin pojkvän Clint. Ted inser då hur långt efter han är i livet. Impulsivt köper han ett hus som är helt fallfärdigt. |                                      |                   |        |
| 109 (21) | "Twin Beds"                          | 3 maj 2010        | 5AHL19 |
| 110 (22) | "Robots Versus Wrestlers"            | 10 maj 2010       | 5AHL21 |
| 111 (23) | "The Wedding Bride"                  | 17 maj 2010       | 5ALH24 |
| 112 (24) | "Doppelgangers"                      | 24 maj 2010       | 5ALH23 |

### Säsong 6: 2010-2011
| Nr       | Titel                        | Regissör      | Författare                    | Sändningdatum     | Produktionskod |
| -------- | ---------------------------- | ------------- | ----------------------------- | ----------------- | -------------- |
| 113 (1)  | "Big Days"                   | Pamela Fryman | Carter Bays & Craig Thomas    | 20 september 2010 | 6ALH01         |
| 114 (2)  | "Cleaning House"             | Pamela Fryman | Stephen Lloyd                 | 27 september 2010 | 6ALH02         |
| 115 (3)  | "Unfinished"                 | Pamela Fryman | Jamie Rhonheimer              | 4 oktober 2010    | 6ALH03         |
| 116 (4)  | "Subway Wars"                | Pamela Fryman | Chris Harris                  | 11 oktober 2010   | 6ALH04         |
| 117 (5)  | "Architect of Destruction"   | Pamela Fryman | Carter Bays & Craig Thomas    | 18 oktober 2010   | 6ALH05         |
| 118 (6)  | "Baby Talk"                  | Pamela Fryman | Joe Kelly                     | 25 oktober 2010   | 6ALH07         |
| 119 (7)  | "Canning Randy"              | Pamela Fryman | Chuck Tatham                  | 1 november 2010   | 6ALH06         |
| 120 (8)  | "Natural History"            | Pamela Fryman | Carter Bays & Craig Thomas    | 8 november 2010   | 6ALH09         |
| 121 (9)  | "Glitter"                    | Pamela Fryman | Kourtney Kang                 | 15 november 2010  | 6ALH08         |
| 122 (10) | "Blitzgiving"                | Pamela Fryman | Theresa Mulligan Rosenthal    | 22 november 2010  | 6ALH10         |
| 123 (11) | "The Mermaid Theory"         | Pamela Fryman | Robia Rashid                  | 6 december 2010   | 6ALH11         |
| 124 (12) | "False Positive"             | Pamela Fryman | Craig Gerard & Matthew Zinman | 13 december 2010  | 6ALH12         |
| 125 (13) | "Bad News"                   | Pamela Fryman | Jennifer Hendriks             | 3 januari 2011    | 6ALH13         |
| 126 (14) | "Last Words"                 | Pamela Fryman | Carter Bays & Craig Thomas    | 17 januari 2011   | 6ALH14         |
| 127 (15) | "Oh Honey"                   | Pamela Fryman | Carter Bays & Craig Thomas    | 7 februari 2011   | 6ALH15         |
| 128 (16) | "Desperation Day"            | Pamela Fryman | Tami Sagher                   | 14 februari 2011  | 6ALH16         |
| 129 (17) | "Garbage Island"             | Michael Shea  | Tom Ruprecht                  | 21 februari 2011  | 6ALH17         |
| 130 (18) | "A Change of Heart"          | Pamela Fryman | Matt Kuhn                     | 28 februari 2011  | 6ALH19         |
| 131 (19) | "Legendaddy"                 | Pamela Fryman | Daniel Gregor & Doug Mand     | 4 mars 2011       | 6ALH18         |
| 132 (20) | "The Exploding Meatball Sub" | Pamela Fryman | Stephen Lloyd                 | 11 april 2011     | 6ALH20         |
| 133 (21) | "Hopeless"                   | Pamela Fryman | Joe Kelly                     | 18 april 2011     | 6ALH22         |
| 134 (22) | "The Perfect Cocktail"       | Pamela Fryman | -                             | 2 maj 2011        | 6ALH21         |
| 135 (23) | "Landmarks"                  | -             | -                             | 9 maj 2011        | 6ALH24         |
| 136 (24) | "Challenge Accepted"         | Pamela Fryman | Carter Bays & Craig Thomas    | 16 maj 2011       | 6ALH23         |

### Säsong 7: 2011-2012
| Nr       | Titel                        | Regissör      | Författare                    | Sändningdatum     | Produktionskod |
| -------- | ---------------------------- | ------------- | ----------------------------- | ----------------- | -------------- |
| 137 (1)  | "The Best Man"               | Pamela Fryman | Carter Bays & Craig Thomas    | 19 september 2011 | 7ALH01         |
| 138 (2)  | "The Naked Truth"            | Pamela Fryman | Stephen Lloyd                 | 19 september 2011 | 7ALH02         |
| 139 (3)  | "Ducky Tie"                  | Rob Greenberg | Carter Bays & Craig Thomas    | 26 september 2011 | 7ALH03         |
| 140 (4)  | "The Stinson Missile Crisis" | Pamela Fryman | Kourtney Kang                 | 3 oktober 2011    | 7ALH04         |
| 141 (5)  | "Field Trip"                 | Pamela Fryman | Jamie Rhonheimer              | 10 oktober 2011   | 7ALH06         |
| 142 (6)  | "Mystery vs. History"        | Pamela Fryman | Chuck Tatham                  | 17 oktober 2011   | 7ALH05         |
| 143 (7)  | "Noretta"                    | Pamela Fryman | Matt Kuhn                     | 24 oktober 2011   | 7ALH07         |
| 144 (8)  | "The Slutty Pumpkin Returns" | Pamela Fryman | Tami Sagher                   | 31 oktober 2011   | 7ALH08         |
| 145 (9)  | "Disaster Averted"           | Michael Shea  | Robia Rashid                  | 7 november 2011   | 7ALH09         |
| 146 (10) | "Tick Tick Tick…""           | Pamela Fryman | Chris Harris                  | 14 november 2011  | 7ALH10         |
| 147 (11) | "The Rebound Girl"           | Pamela Fryman | Carter Bays & Craig Thomas    | 21 november 2011  | 7ALH11         |
| 148 (12) | "Symphony of Illumination"   | Pamela Fryman | Joe Kelly                     | 5 december 2011   | 7ALH12         |
| 149 (13) | "Tailgate"                   | Pamela Fryman | Carter Bays & Craig Thomas    | 2 januari 2012    | 7ALH13         |
| 150 (14) | "46 Minutes"                 | Pamela Fryman | Dan Gregor & Doug Mand        | 16 januari 2012   | 7ALH14         |
| 151 (15) | "The Burning Beekeeper"      | Pamela Fryman | Carter Bays & Craig Thomas    | 6 februari 2012   | 7ALH17         |
| 152 (16) | "The Drunk Train"            | Pamela Fryman | Craig Gerard & Matthew Zinman | 13 februari 2012  | 7ALH16         |
| 153 (17) | "No Pressure"                | Pamela Fryman | George Sloan                  | 20 februari 2012  | 7ALH15         |
| 154 (18) | "Karma"                      | Pamela Fryman | Stephen Lloyd                 | 27 februari 2012  | 7ALH18         |
| 155 (19) | "The Broath"                 | Pamela Fryman | Carter Bays & Craig Thomas    | 19 mars 2012      | 7ALH19         |
| 156 (20) | "Trilogy Time"               | Pamela Fryman | Kourtney Kang                 | 9 april 2012      | 7ALH23         |
| 157 (21) | "Now We're Even"             | Pamela Fryman | Chuck Tatham                  | 16 april 2012     | 7ALH22         |
| 158 (22) | "Good Crazy"                 | Pamela Fryman | Carter Bays & Craig Thomas    | 30 april 2012     | 7ALH20         |
| 159 (23) | "The Magician's Code, del 1" | Pamela Fryman | Jennifer Hendriks             | 14 maj 2012       | 7ALH21         |
| 160 (24) | "The Magician's Code, del 2" | Pamela Fryman | Carter Bays & Craig Thomas    | 14 maj 2012       | 7ALH24         |

### Säsong 8: 2012-2013
| Nr       | Titel                          | Regissör      | Författare                    | Sändningdatum     | Produktionskod |
| -------- | ------------------------------ | ------------- | ----------------------------- | ----------------- | -------------- |
| 161 (1)  | "Farhampton"                   | Pamela Fryman | Carter Bays & Craig Thomas    | 24 september 2012 | 8ALH01         |
| 162 (2)  | "The Pre-Nup"                  | Pamela Fryman | Carter Bays & Craig Thomas    | 1 oktober 2012    | 8ALH02         |
| 163 (3)  | "Nannies"                      | Pamela Fryman | Chuck Tatham                  | 8 oktober 2012    | 8ALH03         |
| 164 (4)  | "Who Wants to Be a Godparent?" | Pamela Fryman | Matt Kuhn                     | 15 oktober 2012   | 8ALH04         |
| 165 (5)  | "The Autumn of Break-Ups"      | Pamela Fryman | Kourtney Kang                 | 5 november 2012   | 8ALH06         |
| 166 (6)  | "Splitsville"                  | Pamela Fryman | Stephen Lloyd                 | 12 november 2012  | 8ALH05         |
| 167 (7)  | "The Stamp Tramp"              | Pamela Fryman | Tami Sagher                   | 19 november 2012  | 8ALH07         |
| 168 (8)  | "Twelve Horny Women"           | Pamela Fryman | Eric Falconer & Romanski      | 26 november 2012  | 8ALH08         |
| 169 (9)  | "Lobster Crawl"                | Pamela Fryman | Barbara Adler                 | 3 december 2012   | 8ALH09         |
| 170 (10) | "The Over-Correction"          | Pamela Fryman | Craig Gerard & Matthew Zinman | 10 december 2012  | 8ALH10         |
| 171 (11) | "The final Page (Del 1)"       | Pamela Fryman | Dan Gregor & Doug Mand        | 17 december 2012  | 8ALH11         |
| 172 (12) | "The final Page (Del 2)"       | Pamela Fryman | Carter Bays & Craig Thomas    | 17 december 2012  | 8ALH12         |
| 173 (13) | "Band or DJ?"                  | Pamela Fryman | Carter Bays & Craig Thomas    | 2 januari 2013    | 8ALH13         |
| 174 (14) | "Ring Up!"                     | Pamela Fryman | Jennifer Hendriks             | 16 januari 2013   | 8ALH14         |
| 175 (15) | "P.S I Love You"               | Pamela Fryman | Carter Bays & Craig Thomas    | 6 februari 2013   | 8ALH15         |
| 176 (16) | "Bad Crazy"                    | Pamela Fryman | Carter Bays & Craig Thomas    | 13 februari 2013  | 8ALH16         |
| 177 (17) | "The Ashtray"                  | Pamela Fryman | Carter Bays & Craig Thomas    | 20 februari 2013  | 8ALH18         |
| 178 (18) | "Weekend at Barney's"          | Pamela Fryman | George Sloan                  | 27 februari 2013  | 8ALH17         |
| 179 (19) | "The Fortress"                 | Michael Shea  | Stephen Lloyd                 | 19 mars 2013      | 8ALH20         |
| 180 (20) | "The Time Travelers"           | Pamela Fryman | Carter Bays & Craig Thomas    | 9 april 2013      | 8ALH19         |
| 181 (21) | "Romeward Bound"               | Pamela Fryman | Chuck Tatham                  | 16 april 2013     | 8ALH22         |
| 182 (22) | "The Bro Mitzvah"              | Pamela Fryman | Chris Harris                  | 30 april 2013     | 8ALH21         |
| 183 (23) | "Something Old"                | Pamela Fryman | Carter Bays & Craig Thomas    | 14 maj 2013       | 8ALH23         |
| 184 (24) | "Something New"                | Pamela Fryman | Carter Bays & Craig Thomas    | 14 maj 2013       | 8ALH24         |

### Säsong 9: 2013-2014
| Nr               | Titel                                       | Regissör      | Författare                    | Sändningdatum     | Produktionskod |
| ---------------- | ------------------------------------------- | ------------- | ----------------------------- | ----------------- | -------------- |
| 185 (1)          | "The Locket"                                | Pamela Fryman | Carter Bays & Craig Thomas    | 23 september 2013 | 9ALH01         |
| 186 (2)          | "Coming Back"                               | Pamela Fryman | Carter Bays & Craig Thomas    | 23 september 2013 | 9ALH02         |
| 187 (3)          | "Last time in New York"                     | Pamela Fryman | Craig Gerard & Matthew Zinman | 30 september 2013 | 9ALH04         |
| 188 (4)          | "The Broken Code"                           | Pamela Fryman | Matthew Kuhn                  | 7 oktober 2013    | 9ALH03         |
| 189 (5)          | "The Poker Game"                            | Pamela Fryman | Dan Gregor & Doug Mand        | 14 oktober 2013   | 9ALH05         |
| 190 (6)          | "Knight Vision"                             | Pamela Fryman | Chris Harris                  | 21 oktober 2013   | 9ALH07         |
| 191 (7)          | "No Questions Asked"                        | Pamela Fryman | Stephen Lloyd                 | 28 oktober 2013   | 9ALH06         |
| 192 (8)          | "The Lighthouse"                            | Pamela Fryman | Rachel Axler                  | 4 november 2013   | 9ALH08         |
| 193 (9)          | "Platonish"                                 | Pamela Fryman | George Sloan                  | 11 november 2013  | 9ALH10         |
| 194 (10)         | "Mom and Dad"                               | Pamela Fryman | Carter Bays & Craig Thomas    | 18 november 2013  | 9ALH09         |
| 195 (11)         | "Bedtime Stories"                           | Pamela Fryman | Carter Bays & Craig Thomas    | 25 november 2013  | 9ALH12         |
| 196 (12)         | "The Rehearsal Dinner"                      | Pamela Fryman | Chuck Tatham                  | 2 december 2013   | 9ALH11         |
| 197 (13)         | "Bass Player Wanted"                        | Pamela Fryman | Carter Bays & Craig Thomas    | 16 december 2013  | 9ALH13         |
| 198 (14)         | "Slapsgiving 3: Slappointment in Slapmarra" | Pamela Fryman | Carter Bays & Craig Thomas    | 13 januari 2014   | 9ALH15         |
| 199 (15)         | "Unpause"                                   | Pamela Fryman | Chris Harris                  | 20 januari 2014   | 9ALH14         |
| 200 (16)         | "How Your Mother Met Me"                    | Pamela Fryman | Carter Bays & Craig Thomas    | 27 januari 2014   | 9ALH16         |
| 201 (17)         | "Sunrise"                                   | Pamela Fryman | Carter Bays & Craig Thomas    | 3 februari 2014   | 9ALH18         |
| 202 (18)         | "Rally"                                     | Pamela Fryman | Carter Bays & Craig Thomas    | 24 februari 2014  | 9ALH17         |
| 203 (19)         | "Vesuvius"                                  | Pamela Fryman | Barbara Adler                 | 3 mars 2014       | 9ALH19         |
| 204 (20)         | "Daisy"                                     | Pamela Fryman | Carter Bays & Craig Thomas    | 10 mars 2014      | 9ALH20         |
| 205 (21)         | "Gary Blauman"                              | Pamela Fryman | Kourtney Kang                 | 17 mars 2014      | 9ALH22         |
| 206 (22)         | "The End of the Aisle"                      | Pamela Fryman | Carter Bays & Craig Thomas    | 24 mars 2014      | 9ALH21         |
| 207 (23)208 (24) | "Last Forever"                              | Pamela Fryman | Carter Bays & Craig Thomas    | 31 mars 2014      | 9ALH239ALH24   |

### Fotnoter
1. ↑  ”How I Met Your Mother” (på engelska). TV.Com. Arkiverad från originalet den 14 oktober 2016. https://web.archive.org/web/20161014040819/http://www.tv.com/shows/how-i-met-your-mother/. Läst 26 januari 2017.
2. ↑  ”September 19–25, 2005 weekly program rankings”. ABC Television Group. Arkiverad från originalet den June 1, 2009. https://web.archive.org/web/20090601190247/http://abcmedianet.com/web/dnr/dispDNR.aspx?id=092705_03. Läst 19 december 2010.
3. ↑  ”September 26–October 02, 2005 weekly program rankings”. ABC Television Group. http://abcmedianet.com/web/dnr/dispDNR.aspx?id=100405_07. Läst 19 december 2010.
4. ↑  ”October 03–09, 2005 weekly program rankings”. ABC Television Group. Arkiverad från originalet den mars 11, 2015. https://web.archive.org/web/20150311232332/http://abcmedianet.com/web/dnr/dispDNR.aspx?id=101105_07. Läst 19 december 2010.
5. ↑  ”October 10–16, 2005 weekly program rankings”. ABC Television Group. http://abcmedianet.com/web/dnr/dispDNR.aspx?id=101805_06. Läst 19 december 2010.
6. ↑  ”October 17–23, 2005 weekly program rankings”. ABC Television Group. http://abcmedianet.com/web/dnr/dispDNR.aspx?id=102505_07. Läst 19 december 2010.
7. ↑  ”October 24–30, 2005 weekly program rankings”. ABC Television Group. http://abcmedianet.com/web/dnr/dispDNR.aspx?id=110105_05. Läst 19 december 2010.
8. ↑  ”November 07–13, 2005 weekly program rankings”. ABC Television Group. http://abcmedianet.com/web/dnr/dispDNR.aspx?id=111505_03. Läst 19 december 2010.
9. ↑  ”November 14–20, 2005 weekly program rankings”. ABC Television Group. http://abcmedianet.com/web/dnr/dispDNR.aspx?id=112205_09. Läst 19 december 2010.
10. ↑  ”November 21–27, 2005 weekly program rankings”. ABC Television Group. http://abcmedianet.com/web/dnr/dispDNR.aspx?id=112905_02. Läst 19 december 2010.
11. ↑  ”November 28–December 4, 2005 weekly program rankings”. November 28–December 4, 2005 weekly program rankings. ABC Television Group. http://abcmedianet.com/web/dnr/dispDNR.aspx?id=120605_03. Läst 19 december 2010.
12. ↑  ”December 19–25, 2005 weekly program rankings”. ABC Television Group. http://abcmedianet.com/web/dnr/dispDNR.aspx?id=122805_05. Läst 19 december 2010.
13. ↑  ”January 09–15, 2006 weekly program rankings”. ABC Television Group. http://abcmedianet.com/web/dnr/dispDNR.aspx?id=011806_07. Läst 19 december 2010.
14. ↑  ”January 23–29, 2006 weekly program rankings”. ABC Television Group. Arkiverad från originalet den July 28, 2014. https://web.archive.org/web/20140728022430/http://abcmedianet.com/web/dnr/dispDNR.aspx?id=013106_07. Läst 19 december 2010.
15. ↑  ”February 06–12, 2006 weekly program rankings”. ABC Television Group. http://abcmedianet.com/web/dnr/dispDNR.aspx?id=021406_04. Läst 19 december 2010.
16. ↑  ”February 27–March 05, 2006 weekly program rankings”. ABC Television Group. Arkiverad från originalet den augusti 15, 2010. https://www.webcitation.org/5rzRokaC5?url=http://abcmedianet.com/web/dnr/dispDNR.aspx?id=030706_05. Läst 19 december 2010.
17. ↑  ”March 06–12, 2006 weekly program rankings”. ABC Television Group. Arkiverad från originalet den October 11, 2014. https://web.archive.org/web/20141011060528/http://abcmedianet.com/web/dnr/dispDNR.aspx?id=031406_03. Läst 19 december 2010.
18. ↑  ”March 20–26, 2006 weekly program rankings”. ABC Television Group. Arkiverad från originalet den december 9, 2014. https://web.archive.org/web/20141209215456/http://abcmedianet.com/web/dnr/dispDNR.aspx?id=032806_02. Läst 19 december 2010.
19. ↑  ”April 10–16, 2006 weekly program rankings”. ABC Television Group. Arkiverad från originalet den mars 11, 2015. https://web.archive.org/web/20150311232123/http://abcmedianet.com/web/dnr/dispDNR.aspx?id=041806_05. Läst 19 december 2010.
20. ↑  ”April 24–30, 2006 weekly program rankings”. ABC Television Group. http://abcmedianet.com/web/dnr/dispDNR.aspx?id=050206_05. Läst 19 december 2010.
21. ↑  ”May 01–06, 2006 weekly program rankings”. ABC Television Group. Arkiverad från originalet den July 28, 2014. https://web.archive.org/web/20140728023640/http://abcmedianet.com/web/dnr/dispDNR.aspx?id=050906_02. Läst 19 december 2010.
22. ↑  ”May 08–14, 2006 weekly program rankings”. ABC Television Group. Arkiverad från originalet den May 28, 2010. https://web.archive.org/web/20100528005920/http://abcmedianet.com/web/dnr/dispDNR.aspx?id=051606_06. Läst 19 december 2010.
23. ↑  ”May 15–21, 2006 weekly program rankings”. ABC Television Group. http://abcmedianet.com/web/dnr/dispDNR.aspx?id=052306_05. Läst 19 december 2010.